# اورخیوا
اورخیوا (به اسپانیایی: Órgiva) یک دهستان در اسپانیا است که در Alpujarras واقع شده‌است. اورخیوا ۱۳۴ کیلومتر مربع مساحت دارد ۴۵۰ متر بالاتر از سطح دریا واقع شده‌است.